# جان جوهنسن
جان مک لین جوهنسن (به انگلیسی: John John MacLane "M" Johansen) (متولد ۱۹۱۶ - درگذشته ۲۰۱۲)، معمار قرن بیستم آمریکایی.
او مدتی با مارسل برور و شرکت اس او ام کار کرد.
این معمار نیویورکی در دانشگاه هاروارد نزد والتر گروپیوس به تلمذ پرداخت.